# Ноябрь 2007 года

Список событий ноября 2007 года.

## События
- 1 ноября — умер Пол Тиббетс, пилот и командир бомбардировщика B-29 «Enola Gay», который 6 августа 1945 года совершил атомную бомбардировку Хиросимы.
- 2 ноября
  - На 102-м году жизни умер создатель и бессменный руководитель Государственного академического ансамбля народного танца Игорь Александрович Моисеев.
  - Учебный барк Паллада отправился в кругосветное плавание.
- 3 ноября
  - Президент и главнокомандующий Вооружённых сил Пакистана Первез Мушарраф ввёл в стране чрезвычайное положение и приостановил действие конституции. Официальной причиной стала активизация талибов на северо-западе страны. В Исламабад введены армейские подразделения. Приостановлена деятельность судебной системы страны — её заменил военный трибунал.
  - Актёр Александр Дедюшко погиб в автокатастрофе вместе с женой Светланой и сыном Димой[1].
- 6 ноября — вышел на орбиту первый китайский лунный спутник «Чаньэ-1».
- 7 ноября
  - После 5 дней выступлений оппозиции в Грузии Михаил Саакашвили ввёл в стране чрезвычайное положение и обвинил Россию во вмешательстве во внутренние дела Грузии. МИД Грузии объявил персонами нон грата трёх российских дипломатов и отозвал посла Грузии в России для проведения консультаций.
  - В Москве простились с актёром Александром Дедюшко и его семьёй, после чего Дедюшко с семьёй был похоронен на Троекуровском кладбище[2].
- 8 ноября — завершила работу экспедиция в Баренцевом, Карском, Лаптевых и Восточно-Сибирском морях «Баркалав-2007».
- 10 ноября — в Пензе открыт памятник пензенским милиционерам, первый и единственный памятник в России, увековечивший участкового милиционера.
- 11 ноября — чемпионом России по футболу 2007 года впервые в российской истории стал петербургский ФК «Зенит».
- 14 ноября — с помощью европейской ракеты-носителя Ариан 5ECA с космодрома Куру во Французской Гвиане был осуществлён запуск бразильского телекоммуникационного спутника Star One C1 и британского военного спутника связи Skynet 5B.
- 18 ноября
  - Циклон Сидр продолжал бушевать в Бангладеш. Спасатели вели спасательные работы, проникая с помощью вертолётов и судов в самые удалённые уголки страны.
  - Сильвио Берлускони, бывший премьер-министр Италии, объявил о расформировании партии Forza Italia и образовании новой под названием «Партия Свободных Людей».
  - На шахте имени Засядько в Донецке произошёл взрыв метана. Погиб 101 шахтёр.
  - С космодрома Байконур стартовала российская ракета-носитель «Протон-М» с европейским спутником связи «Сириус-4».
- 20 ноября — aстронавты НАСА Пегги Уитсон и Дэниел Тани из экипажа 16-й основной экспедиции на МКС успешно завершили второй выход в открытый космос.
- 21 ноября
  - Исследователи из Киото, Сан-Франциско и Висконсина опубликовали данные о превращении человеческих клеток кожи в стволовые клетки с помощью ретровирусного внедрения генов.
  - Сборная России по футболу вышла в финальный турнир ЕВРО-2008.
- 22 ноября — в Лозанне в возрасте 80 лет скончался хореограф Морис Бежар.
- 26—30 ноября — 30-я международная конференция Международного движения Красного Креста и Красного Полумесяца (Женева, Швейцария).
- 27 ноября — скончалась Наталья Дурова, дрессировщица, народная артистка СССР и России, руководитель театра «Уголок дедушки Дурова» в Москве.